# 天文学上の未解決問題
本項は天文学上の未解決の問題（てんもんがくじょうのみかいけつもんだい）の一覧である。天文学におけるこれらの未解決の問題のいくつかは理論的なものであり、既存の理論がある観測された現象や実験結果を説明することができないように見えることを意味する。他のものは実験的なものであり、提案された理論を検証したり、より詳細に現象を調査する実験を計画するのが難しいということである。これらの中には一回限りの、反復しないまれな現象であり、原因がはっきりしないものもある。

## 惑星天文学

### 系外惑星
- 太陽系はどのくらい珍しいのか: 観測された惑星系には、恒星に非常に近い軌道を周回するスーパーアースとホット・ジュピター（水星よりもさらに近い）が含まれている。木星のような軌道にある木星のような惑星を持つ惑星系はまれであるように見える。これは、系外惑星の観測が難しいことによりデータの不足によるものか、あるいはグランド・タック・モデルによって説明することができるか[1]。

### 太陽系
- 惑星系の進化:
  - 降着はどのように惑星系を形成するのか[2]。
  - 地球の水はどこから来たのか[2]。
- 公転する天体と自転:
  - 海王星より遠方の惑星はあるか。
  - カイパーベルト天体が持つ細長い軌道の原因は何か[3]。
  - 土星の自転速度:
    - なぜ土星の磁気圏（英語版）は、惑星の雲が回転する速度に近い速度で回転するのか。
    - 土星の深い内部の真の自転速度とは何か[4]。
- 衛星の地形学:
  - 土星の衛星イアペトゥスの赤道付近に沿った高い山々の連なりの起源は何か。
    - それは高温で高速で自転していた若いイアペトゥスの名残か。
    - あるいは時間の経過とともに表面に集まった物質（土星の環またはイアペトゥス自身の環のいずれかから）の結果か[5][6]。

## 恒星天文学・恒星物理学
- 太陽活動周期:
  - 太陽は周期的に反転する大規模磁場をどのように生成するのか。
  - 他の太陽のような恒星はどのように磁場を生成し、恒星活動周期と太陽活動周期の類似点と違いは何か[7]。
  - マウンダー極小と他の太陽極小期を引き起こしたものは何か、そして太陽活動周期はどうやって極小期から回復するのか。
- コロナ加熱問題:
  - なぜ太陽のコロナ（大気層）は太陽の表面よりずっと高温なのか。
  - 磁気リコネクション効果が標準モデルで予測されるよりも桁違いに速いのはなぜか。
- 宇宙天気予報:
  - 太陽は、磁気嵐につながる太陽コロナ質量放出の強い南向きの磁場をどのように生み出すのか。
  - 激甚な太陽嵐と磁気嵐（スーパーストーム）を予測する方法はあるか[8]。
- 恒星の質量スペクトルの起源は何か。つまり、なぜ初期条件にかかわらず、同じ恒星の質量分布（初期質量関数）が観測されるのか[9]。
- 超新星: 死にゆく恒星の圧壊が爆発に転じる正確なメカニズムは何か。
- p核: 陽子過剰な希少同位体の元素合成の原因となる天体物理学的過程は何か。
- 高速電波バースト (FRB): 数ミリ秒しか続かない遠方銀河からの突発的電波パルスの原因は何か。一部のFRBが予測できない間隔で繰り返し、大部分はそうならないのはなぜか。数多くのモデルが提案されているが、広く支持されているものはない[10]。
- オーマイゴッド粒子と他の超高エネルギー宇宙線: GZKカットオフを超えるエネルギーを持つ宇宙線を作り出す物理過程は何か[11]。
- KIC 8462852（一般にはタビーの星として知られる）の性質: この恒星の異常な光度変化の起源は何か。

## 銀河天文学・銀河物理学

典型的な渦巻銀河の回転曲線: 予測(A)と観測(B)。曲線間の不一致は暗黒物質に起因する可能性があるか。なお、横軸は距離、縦軸は速度を示している。

- 銀河の回転曲線問題: 銀河中心の周りを回転する恒星の回転速度が観測と理論で食い違うのは、暗黒物質によるものか、それとも他の何かなのか。
- 銀河円盤における年齢-金属量関係: 銀河円盤（薄い円盤と厚い円盤の両方）における普遍的な年齢-金属量関係（AMR）は存在するのか。銀河系の円盤の一部（主に薄い円盤）において強固なAMRが存在する証拠はみられないが[12]、近傍の229の厚い円盤に属する恒星でAMRの有無を調べた結果、厚い円盤にはAMRが存在することが示唆されている[13][14]。星震学から求めた恒星の年齢は、銀河系の円盤に強固なAMRがないことを裏付けている[15]。
- 超大光度X線源 (ULX): 活動銀河核と関係ないのに、中性子星または恒星ブラックホールのエディントン限界を超えるX線源のエネルギー源は何か。中間質量ブラックホールによるものか。いくつかのULXは周期的で、中性子星からの非等方的な放射を想起させる。これはすべてのULXに当てはまるのか。このような系はどのように形成され、安定して存在できるのか。
- 銀河系中心方向のGeVガンマ線超過の起源は何か[16]。
- The infrared/TeV crisis: 理論的に予想される高エネルギーガンマ線の減衰を逆算すると、遠方のガンマ線源は近傍のガンマ線源に比べ高エネルギーガンマ線が強過ぎるのはなぜか[17][18][19]。

## ブラックホール
- 重力特異点: 量子効果やねじれその他の現象により、ブラックホール内部で一般相対性理論が破綻するか。
- ブラックホール脱毛定理:
  - ブラックホールは内部構造を持っているのか。その場合、どうすれば内部構造を調べられるか。
- 超大質量ブラックホール:
  - 超大質量ブラックホールの質量と銀河の速度分散との間にあるM-σ関係の起源は何か[20]。
  - 極めて遠方にあるクエーサーは、宇宙が始まってからわずかな時間で太陽質量の100億倍もの超大質量ブラックホールを形成できるのか。
- ブラックホール情報パラドックスとブラックホール放射:
  - ブラックホールは理論的根拠に基づいて予想通り熱放射を生み出すのか[21]。
    - もしそうなら、ブラックホールが蒸発する可能性があり、それらに格納されている情報はどうなるのか(量子力学は情報の破壊を提供しないので)。それとも、ブラックホールの残骸を残して、ある時点で放射が停止するか。
- ファイアウォール: ブラックホールの周囲にファイアウォールが存在するか[22]。
- final parsec problem: 超大質量ブラックホールは複数のブラックホールが合体して形成されたと考えられており、その途上であるとみられる超大質量ブラックホールの連星もPKS 1302-102では観測されている[23]。しかし、理論では超大質量ブラックホール間の距離が1パーセクに達してから合体できるまで接近するのに何十億年もかかると予想されるため、合体までに要する時間が宇宙年齢を超えてしまう[24]。
- 裸の特異点: 宇宙検閲官仮説は正しいのか？裸の特異点は存在するのか。

## 宇宙論
- 暗黒物質:
  - 暗黒物質とは何ものか[25]。
  - 暗黒物質は素粒子か。

宇宙における暗黒物質と暗黒エネルギーの推定分布

  - 暗黒物質は最も軽い超対称性パートナー（LSP）か。
  - 銀河の回転曲線問題など、暗黒物質に起因するとされる現象は、何らかの形の物質ではなく、修正重力理論を示すものではないのか。
- 暗黒エネルギー:
  - 観測される宇宙の加速膨張（ド・ジッター期）の原因は何か。
  - 暗黒エネルギーのエネルギー密度と、物質のエネルギー密度は、時間に対して全く異なる変化をしているのに、なぜ現在に限って同水準なのか。たまたま、正にその瞬間を観測できているだけなのか。
  - 暗黒エネルギーは、純粋な宇宙定数なのか、それともファントムエネルギーのようなクインテッセンスモデルによるものか。
- バリオン非対称性: 観測可能な宇宙に反物質よりもはるかに多くの物質があるのはなぜか。
- 宇宙定数問題:
  - なぜ真空の零点エネルギーは大きな宇宙定数を生じないのか。それを打ち消すものは何か[26][27]。
- 宇宙の大きさと形:
  - 観測可能な宇宙の直径は約930億光年であるが、宇宙全体の大きさは何か。
  - 共動空間、つまり、宇宙の共動座標系の空間成分の3次元多様体、俗に宇宙の「形」と呼ばれるものは何か。
    - 曲率もトポロジーも未知だが、観測可能なスケールでは曲率が0に「近い」ことはわかっている。インフレーション理論では、宇宙の形は計測不能であろうと予想されているが、2003年以降、ジャン＝ピエール・ルミネらを始めいくつかのグループがポアンカレの十二面体空間ではないかと予想している。宇宙の形は、計測不能なのか、ポアンカレ空間なのか、それとも別の3次元多様体か。
- 宇宙のインフレーション:
  - 初期宇宙におけるインフレーション理論は正しいか。もしそうなら、この時代の詳細は何か。
  - 宇宙のインフレーションを引き起こす、宇宙を加速膨張させる仮説上のスカラー場は何か。
  - 一旦インフレーションが起きると、量子ゆらぎにより定常的にインフレーションが続くのか（永久インフレーション）、そして今も宇宙の遠い場所ではインフレーションが続いているのか[28]。
- 地平線問題:
  - ビッグバン理論は観測されているものより強い異方性を予測しているように思われるが、遠方の宇宙はなぜこれほど一様なのか。
    - 地平線問題の解としてインフレーションが広く受け入れられているが、光速変動理論などのような別の説明の方が適切ではないのか[25]。
- Hubble tension: Λ-CDMが正しいとしたら、ハッブル定数の推定値が算出方法によって食い違い、収束しないのはなぜか[29]。
- 悪の枢軸: 130億光年を超える遠方のマイクロ波でみる宇宙には、太陽系の運動や向きに沿った大規模構造があるかのようにみえる。これは、データ処理上の系統誤差や、局所的な影響の混入によるものか、それとも説明のつかないコペルニクスの原理の破れによるものか。
- なぜ何もないのではなく、何かがあるのか:
  - 何かが存在する条件はどのように生じたのか。
  - 宇宙はビッグフリーズ、ビッグリップ、ビッグクランチ、またはビッグバウンスに向かっているのか、それとも無限に繰り返される周期的なモデルの一部か。
- 多元宇宙:
  - 多元宇宙に我々はいるのか。無数の宇宙が多元宇宙には存在するのか。どのように仮説を検証すればよいか。この多元宇宙はさらに無数の多元宇宙の1つに過ぎないのか。
  - 宇宙定数問題（英語版）などの科学的なパズルの説明のために人間原理を受け入れてもよいのか。

## 地球外生命
- 宇宙に他に生命はあるのか:
  - 地球外知的生命体はあるか。
    - もしそうなら、フェルミのパラドックスの説明は何か[30][31]。
- Wow! シグナルの性質:
  - この特異な出来事は本当のシグナルだったか。もしそうなら、その起源は何だったか[32]。